# Prolagos
A Prolagos Concessionária de Serviços Públicos de Água e Esgoto S/A é uma empresa que presta serviços de abastecimento de água e saneamento básico para os municípios de Armação dos Búzios, Iguaba Grande, Cabo Frio e São Pedro da Aldeia e abastecimento de água em Arraial do Cabo. Atualmente 91% dos habitantes urbanos desses municípios são abastecidos pela empresa, em 1998 o índice era de 30%. A sede administrativa da empresa está localizada atualmente no município de São Pedro da Aldeia

## Início das operações
A Prolagos ganhou o direito de prestar os serviços por meio de concurso público internacional. O contrato foi assinado com o Governo do Estado do Rio de Janeiro e as prefeituras dos municípios que seriam atendidos pela concessionária e é regulado pela Agência Reguladora de Energia e Saneamento Básico do Estado do Rio de Janeiro (AGENERSA). O contrato tem duração de 25 anos, iniciado em 1998.

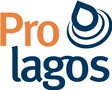
Logotipo da Prolagos

## Saneamento básico
Em 13 anos, a concessionária investiu mais de 360 milhões de reais em saneamento, com construção de vias de coleta e estações de tratamento. Suas cinco estações de tratamento evitam que 70 milhões de litros de esgoto sejam despejados diariamente no meio ambiente.

## Infraestrutura
A Prolagos conta com 2 Estações de Tratamento de Água (ETA's), 1.205 km de rede distribuição água, 208 km de adutoras de água tratada, 27,5 milhões de litros de volume de reservação, 30 unidades de Elevatórias e Boosters (Casas de Bombas), 5 Estações de Tratamento de Esgoto (ETE´s), 122 km de rede de coleta de esgoto e 41 Estações Elevatórias de Esgoto.